# قاجر
قاجر یا قاجار روستایی از توابع بخش مرکزی شهرستان بوکان در استان آذربایجان غربی ایران است. فاصلهٔ روستای قاجر با شهر بوکان حدود ۱۵ کیلومتر است.
روستا از لحاظ قدمت بسیار قدیمی بوده و از نشانه‌های مهم آن قبور و مساحت قبرستان آن و آثار باستانی که نشان دهنده قدمت بسیار زیان این روستا می‌باشد.
روستای قاجر دارای اعضای سه نفره شورا و دهیار می‌باشد
که اسامی آنهای آقایان جمال امینی، کامران امینی و حسن احمدزاده می‌باشد. و همچنین دهیار روستا آقای صلاح امینی می‌باشد.
لازم است ذکر شود روستای قاجر داری مدرسهٔ نو ساخت سه کلاسه تا مقطع ششم ابتدایی می‌باشد، و همچنین از لحاظ فرهنگی دارای کتابخانه‌ای مناسب بنام مرحوم احمد طه بوده که در سا ۱۳۹۷ افتتاح گردید.
اهالی روستا خون‌گرم و بسیار صمیمی می‌باشند و در امور کاری به همدیگر کمک و یاری رسان یکدیگر می‌باشند.
از لحاظ کشاورزی کشت بیشتر کشاورزان گندم، چغندر، یونجه، کلزا، جو، نخود، و باغات سیب می‌باشد.

## جمعیت
این روستا در دهستان ایل‌تیمور قرار دارد و براساس سرشماری مرکز آمار ایران در سال۱۳۹۰، جمعیت آن ۵۰۷ نفر(۷۰ خانوار) بوده است.